# Panajot Pano
Panajot Pano   (Durrës, 7 de març de 1939 - Jacksonville, 19 de gener de 2010) fou un futbolista albanès de la dècada de 1960.
Fou 28 cops internacional amb la selecció albanesa.
Pel que fa a clubs, defensà els colors de 17 Nëntori Tirana i Partizani Tirana.
El novembre de 2003 fou escollit Golden Player de la UEFA d'Albània.